# 네스트베드

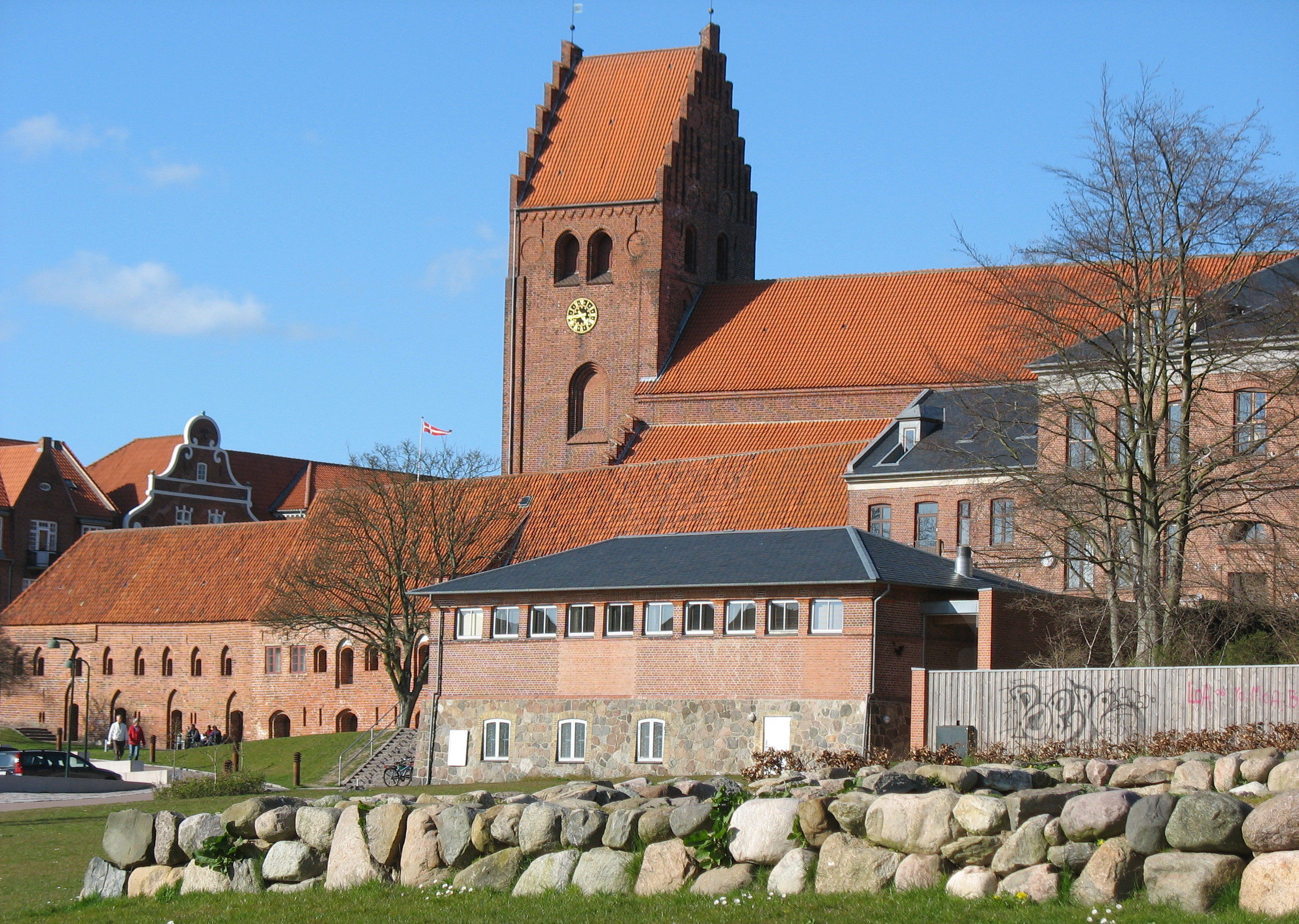
상크트페데르스 교회

네스트베드(덴마크어: Næstved)는 덴마크 셸란섬에 위치한 도시로, 인구는 41,857명(2012년 1월 1일 기준)이며 행정 구역상으로는 셸란 지역 네스트베드시에 속한다. 코펜하겐에서 1시간 정도 소요되는 지점에 위치한다.
1135년 베네딕토회 수도사들이 상크트페데르스 교회를 설립했고 상크트페데레스 수도원을 설립하는 데에 필요한 토지를 확보하면서 신설되었다.

## 사진

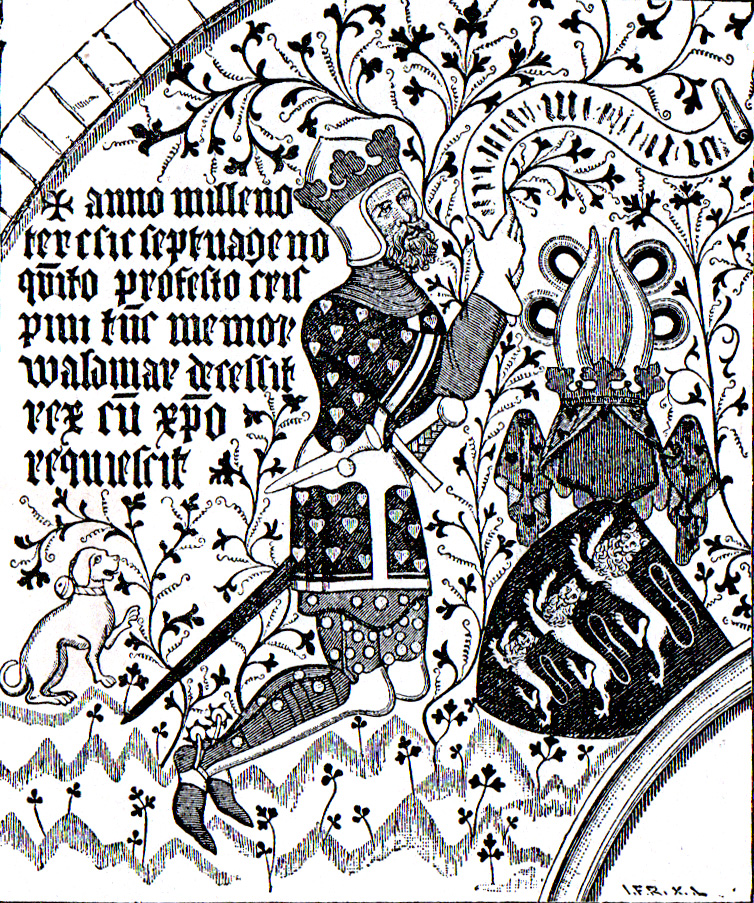
상크트페데레스 교회에 있는 프레스코 벽화에 묘사된 발데마르 4세 국왕